# Higuerón
Higuerón är en ort i Mexiko.   Den ligger i kommunen Jojutla och delstaten Morelos, i den sydöstra delen av landet, 90 km söder om huvudstaden Mexico City. Higuerón ligger 907 meter över havet och antalet invånare är 4 568.
Terrängen runt Higuerón är kuperad åt sydost, men åt nordväst är den platt. Runt Higuerón är det tätbefolkat, med 319 invånare per kvadratkilometer. Närmaste större samhälle är Jojutla, 4,1 km norr om Higuerón. I omgivningarna runt Higuerón växer huvudsakligen savannskog.